# Ministère de la Défense (Royaume-Uni)
Pour les articles homonymes, voir Ministère de la Défense.
Le ministère de la Défense (Ministry of Defence ou MoD) est un département exécutif responsable de la politique de défense du gouvernement, et le quartier général des forces armées britanniques.
Il est dirigé par le secrétaire d'État à la Défense (Secretary of State for Defence), plus couramment appelé Defence Secretary.

## Histoire

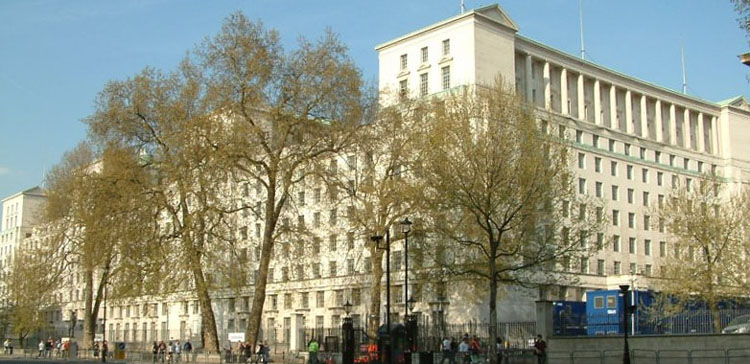
Le siège du MoD (Ministry of Defence Main Building)

Au cours des années 1920 et 1930, les fonctionnaires et politiciens britanniques, sur le modèle du fonctionnement de l'État durant la Première Guerre mondiale, ont conclu qu'une meilleure coordination était nécessaire entre les trois services qui composent les forces armées britanniques (la British Army, la Royal Navy et la Royal Air Force).
La formation d'un ministère de la Défense uni fut rejeté par le gouvernement de coalition du Premier ministre David Lloyd George en 1921. Cependant, le Comité des Chefs d'État-major (Chiefs of Staff Committee) fut formé en 1923, pour une coordination inter-Services.
Alors que le réarmement devint problématique dans les années 1930, Stanley Baldwin créa le titre de ministre de la Coordination pour la Défense (en) (Minister for Coordination of Defence). Lord Chatfield tint ce poste jusqu'à la chute du gouvernement de Neville Chamberlain en 1940 ; son pouvoir était limité par le manque de contrôle qu'il exerçait sur les Services existants et par son influence politique limitée.
Winston Churchill, lors de la formation de son gouvernement en 1940, créa le titre de ministre de la Défense (Minister of Defence) pour exercer un contrôle ministériel sur le Comité des Chefs d'État-major et pour coordonner les affaires de défense. Le poste était tenu par le Premier ministre en exercice jusqu'à ce que le gouvernement de Clement Attlee introduise le Ministry of Defence Act en 1946. Le nouveau ministère était dirigé par un ministre de la Défense qui siégeait également au Cabinet. Les trois ministres existants — le secrétaire d'État à la Guerre (Royaume-Uni) (Secretary of State for War), le First Lord of the Admiralty, et le secrétaire d'État à l'Air(Secretary of State for Air) — sont alors maintenus dans leurs fonctions de direction du contrôle opérationnel de leurs services respectifs, mais cessent d'assister au Cabinet.
De 1946 à 1964, cinq départements d'État accomplissaient le travail du ministère de la Défense moderne : l'Amirauté (Admiralty), le Bureau de la Guerre (War Office), le ministère de l'Air (Air Ministry), le ministère de l'Aviation (Ministry of Aviation) et une ancienne forme du ministère de la Défense (en). Ils furent fusionnés en 1964, et le ministère de l'Aviation fut intégré en 1971.

## Siège principal
Le ministère occupe aujourd'hui un bâtiment construit de 1938 à 1959 dans le style néoclassique par l'architecte Vincent Harris (en), à l'emplacement de l'ancien palais de Whitehall.
Pendant la Seconde Guerre mondiale, le campus de la London School of Economics est déplacée à Cambridge afin d'être protégé des bombardements allemands ; son campus londonien abrite alors de manière temporaire le ministère de la Guerre.

## Direction

### Équipe ministérielle
L'équipe ministérielle du MoD actuelle est :
- Secrétaire d'État à la Défense : John Healey
  - Ministre d'État à la Défense : Vernon Coaker
  - Ministre des Marchés publics de la défense et de l'Industrie : Maria Eagle
    - Sous-secrétaire d'État parlementaire aux Forces armées : Luke Pollard
    - Sous-secrétaire d'État parlementaire aux Anciens combattants et au Peuple : Alistair Carns

### Chefs d'État-major
- Chef d'État-major de la Défense (Chief of the Defence Staff)
- Vice-chef d'État-major de la Défense (Vice-Chief of the Defence Staff)
- Chief of the Naval Staff and First Sea Lord (Royal Navy)
- Chief of the General Staff (British Army)
- Chief of the Air Staff (Royal Air Force)

### Secrétaires permanents et autres officiels supérieurs
- Sous-secrétaire d'État permanent (Permanent Under-Secretary of State) : Stephen Lovegrove
- Second sous-secrétaire d'État permanent (Second Permanent Under-Secretary of State) : Ursula Brennan
- Chef de l'équipement de la Défense (Chief of Defence Materiel) : général Sir Kevin O’Donoghue (en)
- Chef du conseil scientifique (Chief Scientific Adviser) : professeur Mark Welland

## Agences affiliées
- Defence Science and Technology Laboratory 2
- Defence Storage and Distribution Agency 1
- Defence Vetting Agency 1
- Ministry of Defence Police and Guarding Agency (en), qui inclut le Ministry of Defence Police 3
- People, Pay and Pensions Agency 3
- Service Children's Education 3
- Service Personnel and Veterans Agency 3

1 rapport au ministre d'État pour les Forces armées
2 rapport au sous-secrétaire d'État parlementaire et ministre de l'Équipement et du Soutien de la Défense
3 rapport au sous-secrétaire d'État parlementaire et ministre des Vétérans de la Défense